# Organización del Tratado del Sureste Asiático

La Organización del Tratado del Sudeste Asiático, o SEATO por sus siglas en inglés, fue una organización regional de defensa, vigente desde 1955 hasta 1977, constituida por Australia, Francia, Nueva Zelanda, Pakistán, Filipinas, Tailandia, Reino Unido y los Estados Unidos. Fue fundada como parte del Tratado de Defensa Colectiva del Sudeste Asiático, con el fin de proteger a la región del comunismo de la URSS y China.
Vietnam, Camboya y Laos no fueron considerados para admisión y otros países de la zona, prefirieron ser parte del movimiento no alineado. La SEATO no tenía poder militar permanente, pero sus miembros participaron en ejercicios militares combinados. Pakistán se retiró en 1968 y Francia suspendió el apoyo financiero en 1975. La organización fue disuelta oficialmente en 1977.
El Cuartel General de SEATO no tenía un mando unificado, ni una fuerza organizada como en el caso de la OTAN. Apenas contaba con un sistema de colaboración militar, con maniobras y planes de defensa conjuntos. Fundamentalmente su poder dependía de los Estados Unidos.

## Historia

### Antecedentes y evolución
Tras acabar la Segunda Guerra Mundial, el sureste asiático se encontraba inmerso en una serie de acontecimientos y movimientos nacionalistas, impulsados por los comunistas. Durante nueve años, las potencias occidentales habían observado con preocupación la consolidación del régimen comunista en China, continuado por la guerra de Corea y el triunfo de Vietnam en Indochina. La situación del sureste asiático se había convertido en una auténtica preocupación. Por esa razón, en 1954 las potencias occidentales y los gobiernos de algunos países de la región decidieron firmar un pacto. De esta forma, el 8 de septiembre de ese mismo año, la concurrencia de Australia, Francia, Reino Unido, Nueva Zelanda, Pakistán, Filipinas, Tailandia y Estados Unidos firmaron el Pacto de Manila, que posteriormente pasó a ser "Southeast Asia Collective Defense Treaty" (Tratado de Defensa Colectiva del Sureste Asiático) o SEATO. El SEATO fue reforzado con la Carta del Pacífico mediante la cual se reafirmaba el derecho de los países de la región a vivir en paz y en plena colaboración para alcanzar los objetivos sociales, culturales y económicos a los que tienen derecho todos los pueblos libres.
El pacto fue firmado en Tailandia, y su sede se estableció en Bangkok. El área del tratado incluía el territorio de los países asiáticos miembros y el océano Pacífico al sur de una línea situada a 21" 30' de latitud norte. La definición era muy imprecisa, pero incluía Camboya, Laos y Vietnam del Sur en calidad de observadores, quedando bajo la protección del pacto mediante un protocolo adicional, a pesar de que no habían firmado el tratado.
Uno de los objetivos principales del SEATO era apoyar la presencia de Estados Unidos en Vietnam, aunque Francia y Pakistán decidieron mantenerse al margen y no apoyar la decisión de Washington. Debido sus estatutos, SEATO no podía intervenir ni en Vietnam ni en Laos por la falta de unanimidad, aunque sí controlar sus propias poblaciones.
Pero el problema fundamental de la SEATO era que sólo contaba con tres miembros asiáticos (Pakistán, Filipinas y Tailandia), mientras que dos de los grandes estados de la región, India e Indochina, permanecieron al margen. Ello se debió a la política nacionalista y neutralista de sus gobiernos, las cuales no coincidían con los intereses del bloque occidental. Ante tal evidencia, no dejaba de ser cierto que la SEATO era sólo instrumento de potencias neocolonialistas cuyas únicas pretensiones eran las de perpetuar su influencia económica y política en la región.
Francia se unió a SEATO por razones de prestigio, ya que acababa de fracasar en Indochina y por su comprometida situación en África no tenía intenciones de mantener una presencia militar en esa región.
Australia y Nueva Zelanda tenían razones propias, pues el Sudeste Asiático era su primera línea de defensa. Filipinas tenía definida su línea política plegada a las naciones occidentales y había firmado su propio tratado de defensa mutua con Estados Unidos. Pakistán estaba más interesado en sacarle partido al SEATO en su conflicto con India, que en aportar algún tipo de ayuda militar en el Sureste Asiático. Sólo Tailandia tenía un interés muy particular en SEATO, pues sus fronteras eran las que representaban el mayor peligro en el Sureste Asiático y obviamente su poder militar era limitado.
Estados Unidos, tras la guerra en Corea, estaba decidido a construir un sólido bloque de países opuestos a la China comunista. El Secretario de Estado estadounidense John Foster Dulles, de absoluta convicción anticomunista, estaba firmemente convencido de que existía un plan para extender el comunismo a todo el Sureste Asiático, y que los Acuerdos de Ginebra de julio de 1954, que sellaron la retirada francesa de sus excolonias de Indochina, constituían una capitulación ante la agresión. De todas maneras, los acontecimientos futuros demostrarían que el compromiso de EE. UU. con sus aliados de la región no era del todo incondicional e ilimitado, sino que dependía de sus propios vaivenes políticos y de lo que iría ocurriendo en los países asiáticos.

## Orígenes y estructura
.

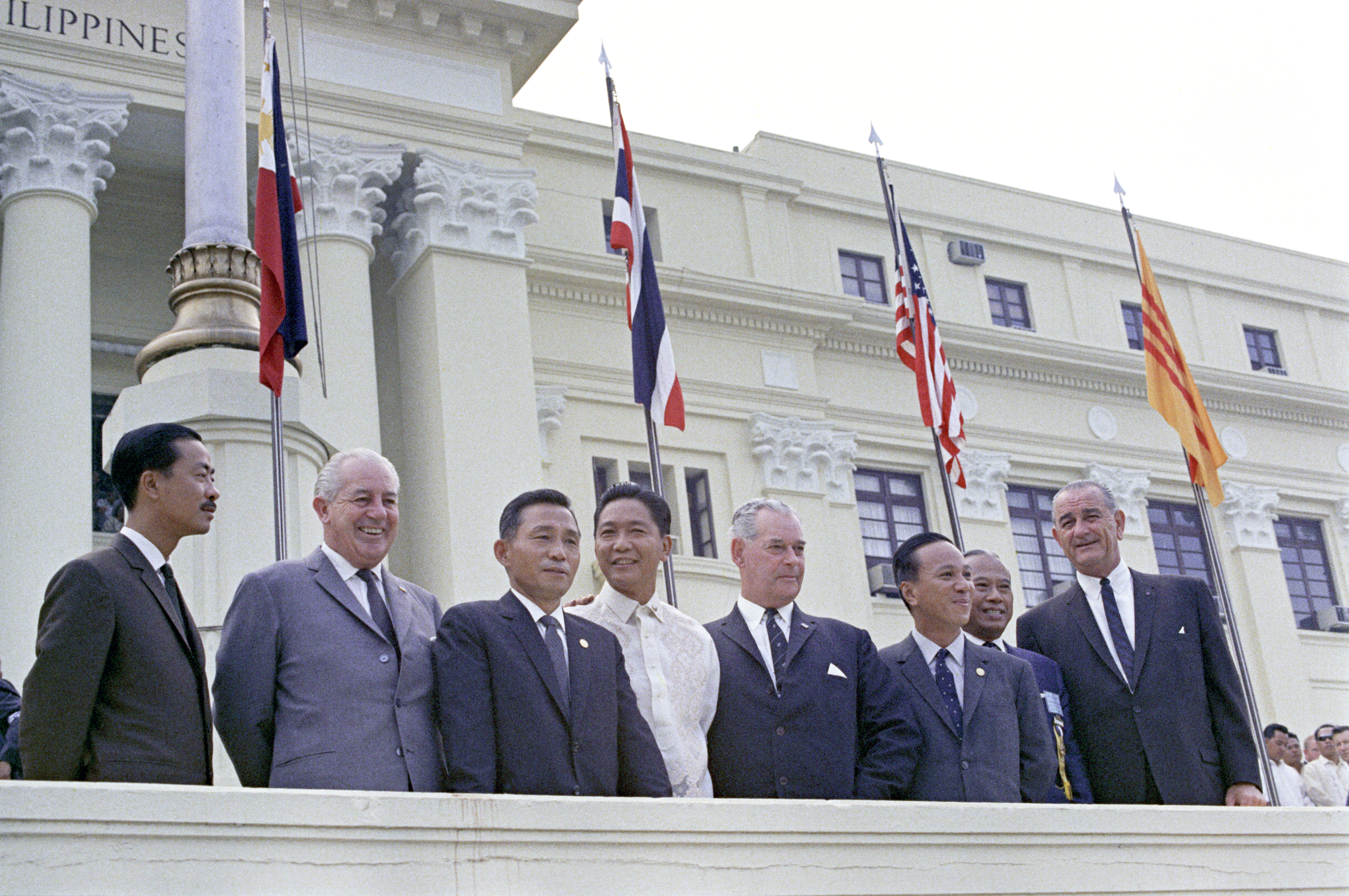
Los líderes de varias naciones de la SEATO frente al Congress Building en Manila, recibidos por el presidente filipino Ferdinand Marcos el 24 de octubre de 1966

El Tratado de Defensa Colectiva del Sudeste Asiático se firmó el 8 de septiembre de 1954 en Manila, como parte de la Doctrina Truman estadounidense de creación de tratados bilaterales y colectivos de defensa anticomunistas. Estos tratados y acuerdos pretendían crear alianzas que mantuvieran a raya a las potencias comunistas (China comunista, en el caso de la SEATO). Se consideraba que esta política había sido desarrollada en gran medida por el diplomático estadounidense George F. Kennan. El secretario de Estado del presidente Dwight D. Eisenhower, John Foster Dulles (1953-1959), es considerado el principal impulsor de la creación de la SEATO, que amplió el concepto de defensa colectiva anticomunista al Sudeste Asiático. El entonces vicepresidente Richard Nixon abogó por un equivalente asiático de la Organización del Tratado del Atlántico Norte (OTAN) al regresar de su viaje a Asia a finales de 1953, y la OTAN fue el modelo para la nueva organización, con las fuerzas militares de cada miembro destinadas a ser coordinadas para proporcionar la defensa colectiva de los Estados miembros.
La organización, con sede en Bangkok, fue creada en 1955 en la primera reunión del Consejo de Ministros establecido por el tratado, contrariamente a la preferencia de Dulles de llamar a la organización "ManPac". Desde el punto de vista organizativo, la SEATO estaba dirigida por el Secretario General, cuya oficina se creó en 1957 en una reunión en Canberra, con un consejo de representantes de los Estados miembros y un personal internacional. También había comités de economía, seguridad e información. El primer Secretario General de la SEATO fue Pote Sarasin, diplomático y político tailandés que había sido embajador de Tailandia en Estados Unidos entre 1952 y 1957, y primer ministro de Tailandia desde septiembre de 1957 hasta el 1 de enero de 1958.
A diferencia de la alianza OTAN, la SEATO no tenía mandos conjuntos con fuerzas permanentes. Además, el protocolo de respuesta de la SEATO en caso de que el comunismo representara un "peligro común" para los Estados miembros era vago e ineficaz, aunque la pertenencia a la alianza SEATO sirvió de justificación para una intervención militar estadounidense a gran escala en la región durante la guerra de Vietnam (1955-1975).

## Disolución
Al producirse la escalada de la guerra en Vietnam y verse envuelto el país vecino, Laos, la SEATO no respondió como debiera a la situación, autorizando el uso de las bases tailandesas para la Fuerza Aérea estadounidense, y la presencia de algunas tropas británicas, australianas y neozelandesas. A lo largo de los años sesenta, Estados Unidos se fue embarcando progresivamente en la intervención militar unilateral, mientras que la SEATO mostró inoperancia e incapacidad a medida que surgían los conflictos en la región y por ello su importancia pronto comenzó a mermarse.
Las diferencias entre sus miembros y la falta de cohesión se hicieron evidentes. Los miembros asiáticos volcaron su atención a la amenaza de otras potencias. Pakistán no logró el apoyo de SEATO en su conflicto con India y por ello se retiró el 7 de noviembre de 1973. Antes la derrota en su primera guerra con India dio como resultado la transformación de Pakistán oriental en Bangladés. Camboya, Laos y Vietnam tenían conflictos entre sí. Francia por su parte, boicoteó la solicitud de EE. UU. para que los miembros de SEATO apoyaran al gobierno de Vietnam del Sur, descartando además su participación militar en la guerra. Francia suspendió el apoyo financiero en 1975.
Gran Bretaña respondió débilmente al llamado a involucrase militarmente en la guerra. Todo eso fue causa de que el congreso de EE. UU. decidiera revisar el Pacto de Manila y amenazara con denunciarlo. En 1967, ante los sucesos de Suez, Gran Bretaña estaba dispuesta a retirarse de SEATO. Finalmente el gobierno de Richard Nixon realizó una inesperada aproximación con el gobierno de Pekín lo que causó gran malestar entre los demás miembros de SEATO. Aunque desde 1973 se veía llegar, en febrero de 1974 se desmanteló la organización militar de SEATO y en junio de 1977 la organización dejó de existir. Sin embargo, el tratado se mantuvo en vigencia, porque era el único acuerdo formal de seguridad entre Tailandia y Estados Unidos.. Debido justamente a esto último, el tratado de seguridad entre Tailandia y Estados Unidos, que aún sigue en vigencia como parte de SEATO, hay quienes ven en ambos países los dos únicos miembros actuales de la extinta organización "de jure", pero que "no de facto", al mantenerse los protocolos de defensa mutua y por tanto con capacidad para reorganizarla como una nueva SEATO. Los errores acaecidos en Vietnam y los distintos enfrentamientos entre los antiguos miembros, harían necesario un proceso más largo y selectivo en la incorporación de los antiguos miembros o nuevos, los cuales deberían formalizar nuevamente su reincorporación a la organización. Por otro lado, hay quienes ven en AUKUS el resurgir de la SEATO, lo que implicaría su absorción o fusión por parte de SEATO que pasaría a tener un funcionamiento y capacidad similar a la OTAN, y por tanto los miembros iniciales de la nueva SEATO serían Estados Unidos, Tailandia, Reino Unido y Australia. Otro potencial miembro de la nueva SEATO sería Japón para contrarrestar la cada vez mayor pujanza china en Asia.

## Efectos culturales

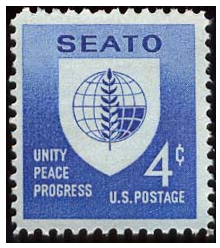
Un sello de correos estadounidense de 9160 con el emblema de la SEATO.

Además del adiestramiento militar conjunto, los Estados miembros de la SEATO trabajaron en la mejora de cuestiones sociales y económicas mutuas. Tales actividades fueron supervisadas por el Comité de Información, Cultura, Educación y Actividades Laborales de la SEATO, y resultaron ser algunos de los mayores éxitos de la Alianza. En 1959, el primer Secretario General de la SEATO, Pote Sarasin, creó en Tailandia el Instituto Asiático SEATO de Ingeniería (actualmente el Instituto Asiático de Tecnología) para la formación de ingenieros. La SEATO también patrocinó la creación del Centro de Desarrollo del Profesorado en Bangkok, así como la Escuela Militar Tailandesa de Formación Técnica, que ofrecía programas técnicos para supervisores y obreros. El Proyecto de Mano de Obra Cualificada (SLP) de la SEATO creó instalaciones para la formación de artesanos, especialmente en Tailandia, donde se establecieron noventa y un talleres de formación.
La SEATO también financió la investigación y concedió becas en los campos de la agricultura y la medicina.  En 1959, la SEATO creó el Laboratorio de Investigación del Cólera en Bangkok, y más tarde estableció un segundo Laboratorio de Investigación del Cólera en Dacca, Pakistán Oriental. El laboratorio de Dacca (ahora Dhaka) pronto se convirtió en el principal centro de investigación del cólera del mundo y más tarde pasó a llamarse Centro Internacional de Investigación de Enfermedades Diarreicas, Bangladesh. La SEATO también se interesó por la literatura, y se creó un Premio de Literatura de la SEATO que se concedía a escritores de los Estados miembros.